# Theophil Johann Noack
Theophil Johann Noack (20 de setembro de 1840 – 31 de março de 1918) foi um zoólogo e professor alemão. Seu foco de pesquisa foi a fauna de mamíferos africanos. Descreveu o gênero Dorcatragus.